# Alstroemeria gouveiana
Alstroemeria gouveiana är en alströmeriaväxtart som beskrevs av Pierfelice Ravenna. Alstroemeria gouveiana ingår i släktet alströmerior, och familjen alströmeriaväxter. Inga underarter finns listade i Catalogue of Life.